# Break (tennis)
Een break is een term uit het tennis.
Het houdt in dat een speler de opslag van de tegenstander wint in een game. Hierdoor krijgt de winnaar er een punt in de set bij. Als een speler in een tiebreak het punt wint wanneer de tegenstander serveert, spreekt men van een mini-break.